# Rhyacophila pacifica
Rhyacophila pacifica là một loài Trichoptera trong họ Rhyacophilidae. Chúng phân bố ở miền Tân bắc.